# ديف سميث (لاعب كرة قدم)
ديف سميث (بالإنجليزية: Dave Smith)‏ (1 يناير 1905 في المملكة المتحدة - ) هو لاعب كرة قدم بريطاني في مركز حراسة المرمى. لعب مع كوين أوف ساوث ونادي برينتفورد ونادي غيلينغهام وهاميلتون أكاديميكال وNithsdale Wanderers F.C. ‏ ونادي ألبيون روفرز وMid-Annandale F.C. ‏.